# The Alesha Show
The Alesha Show è il secondo album della cantante britannica Alesha Dixon, ex-membro del gruppo musicale Mis-Teeq, ed il primo pubblicato con il suo nome intero (nel suo primo lavoro Fired Up era accreditata soltanto come Alesha).
L'album è stato pubblicato il 24 novembre 2008 nel Regno Unito, preceduto dal singolo The Boy Does Nothing. Altri singoli estratti dall'album sono stati Breathe Slow, arrivato alla terza posizione in Gran Bretagna, e Let's Get Excited.
L'album in Italia è stato pubblicato ufficialmente il 20 febbraio 2009, anche se nella maggior parte dei negozi è arrivato sugli scaffali il 27 febbraio.
Il 23 novembre 2009 è stata pubblicata una riedizione dell'album intitolata The Alesha Show - Encore che contiene 4 brani inediti, tra cui il singolo To Love Again, uscito il 15 novembre, che ha ricevuto un discreto successo nel Regno Unito.

## Tracce
1. Welcome To The Alesha Show – 0:26 (Alesha Dixon, Marsha Ambrosius & Y. Mace)
2. Let's Get Excited – 3:18 (Alesha Dixon, T. Harrell, S. Hall & T. Herfindal)
3. Breathe Slow – 4:13 (Carsten Schack, Kenneth Karlin & Harold Lilly)
4. Cinderella Shoe – 2:41 (Miranda Cooper, Alesha Dixon, Brian Higgins, Carla-Marie Williams & Nick Coler)
5. The Boy Does Nothing – 3:34 (Miranda Cooper, Alesha Dixon, Brian Higgins & Carla-Marie Williams)
6. Chasing Ghosts – 3:43 (Alesha Dixon & Steve Brooker)
7. Play Me – 3:36 (Miranda Cooper, Alesha Dixon, Brian Higgins, Jon Shave, Toby Scott, Jason Rech & Kieran Jones)
8. Hand It Over – 3:35 (Alesha Dixon, Harvey Mason Jr., Warren Felder, James Fauntleroy II & F. Storm)
9. Do You Know the Way It Feels – 4:04 (Diane Warren & Steve Lipson)
10. Can I Begin – 3:32 (Alesha Dixon, A. Shuckburgh, Amanda Ghost & Ian Dench)
11. Italians Do It Better – 4:10 (Miranda Cooper, Alesha Dixon, Brian Higgins, Jason Resch, K. Jones & Tim Powell)
12. Ooh Baby I Like It Like That – 3:45 (Miranda Cooper, Alesha Dixon, Brian Higgins & S. Collinson)
13. Don't Ever Let Me Go – 3:44 (Miranda Cooper, Nick Coler, Alesha Dixon, Brian Higgins, Tim Powell, Angus Stone & Julia Stone)
14. I'm Thru / Mystery (Traccia Nascosta) – 8:56 (Miranda Cooper, Brian Higgins, Matt Gray & Owen Parker/Miranda Cooper, Nick Coler, Alesha Dixon, Matt Gray, Brian Higgins & Tim Powell)

Tracce bonus
1. Welcome To The Alesha Show (Extended) (UK iTunes Bonus Track) – 3:18 (Alesha Dixon, Marsha Ambrosius & Y. Mace)
2. I Don't Wanna Mess Around (UK iTunes Bonus Track) – 3:47

Bonus Encore
1. To Love Again – 3:41 (Alesha Dixon, Gary Barlow, John Shanks)
2. Shake (Alesha Dixon, Steve Booker, Paloma Faith)
3. The Light (Alesha Dixon, Brian Higgins, Miranda Cooper, Xenomania)
4. All Out Of Tune